# Barrio Sésamo
Barrio Sésamo va ser una sèrie de programes infantils emesos per la Primera cadena de TVE, entre 1979 i 2000. Encara que tots van tenir el mateix esquema de tele-teatre infantil, amb actors (en el cas dels protagonistes, disfressats) acompanyats de tires de guinyol, només els dos primers lliuraments eren productes del Barri Sèsam de Jim Henson.
El programa incloïa els esquetxos del programa en el qual es basava, Barri Sèsam (1969) del creador estatunidenc de marionetes Jim Henson, en el qual diversos personatges de titelles i disfressats acabarien per convertir-se en autèntiques estrelles del món de l'espectacle.

## Ábrete Sésamo
Ábrete Sésamo es va emetre dins del programa infantil Un globo, dos globos, tres globos entre el 3 de novembre de 1975 i el 29 de març de 1978. S'emetia en horari de tardes després de la sortida dels nens del col·legi i es dividia en tres continguts. El primer contingut es dedicava a un públic de 3 i 6 anys. El segon es destinava a un públic de 6 i 9 anys i el tercer a un públic de 9 i 12 anys. Ábrete Sésamo era el Barri Sèsam original estatunidenc, l'única cosa que es va fer va ser doblar-lo al castellà i emetre'l íntegrament. A Ábrete Sésamo es podien contemplar les actuacions de les marionetes de Jim Henson, que amb les seves situacions explicaven als nens conceptes elementals com què és a dalt i a baix (Coco i altres monstres), lluny i a prop... Per què no s'ha de menjar galetes al llit (Epi i Blas). A controlar-se (en el cas de Triqui); s'ensenyava també a comptar (el Comte Draco)... A més s'inserien animacions per a conèixer les lletres, els números (la màquina de Pinball) i les formes geomètriques.

### Personatges
- Epi i Blas: Són una parella que sovint han d'intercanviar parers. Blas és molt seriós, té el cap en forma de llimona allargada i és de color groc. Sobre el seu cap els pèls li surten disparats. Només té una cella llarga que li creua el front. El seu nas taronja ovalat li penja de la cara. La seva boca, és gran sembla que li talla per la meitat el cap i gairebé sempre té cara de mal humor. Vesteix coll cigne blanc i un jersei a ratlles verticals multicolor. Epi és molt bromista, té la cara més rabassuda, de color taronja. Sobre el cap mata de pèl que sali disparada en totes direccions. Els seus ulls són ovalats i oblics. El nas ovoide. La boca li creua també tot l'ample del cap, però té clotets. Les orelles són més grans que les del seu company però menys aparents. Vesteix Jersey de coll alt amb franges horitzontals, vermelles i blaves, separades amb línies grogues.[3]

- Coco: És un monstre pelut de color blau el cap del qual recorda molt a un Coco partit en dues meitats. És flacucho amb coll estirat, tronc informe, llargues i làcies extremitats. També és força canyiula. No obstant això Coco ho donarà tot per ensenyar als nens la lliçó, fins a caure literalment extenuat.[4]

- Kermit the Frog: Un dels personatges més singulars de Jim Henson sens dubte ha estat la granota Gustavo. És especialment recordat el seu paper com a reporter, encara que feia altres papers en el programa. Afegia un toc irònic al xou massa madur per a un públic tan tendre. Personatge original de la franquícia de The Muppets.[5]

- Triqui "El monstre de les galetes": És un altre monstre pelut també de color blau, però a diferència de Coco, Triqui és molt més corpulent. Sembla la carpa d'un circ a la que li han sortit mans i sobre la qual hi ha ulls d'òrbita indesxifrable i boca. Les seves mans peludes són un imant per a tota galeta que es posi al seu abast i de la mà a la seva boca. Allí són mastegades, moltes i ingerides sense compassió. Triqui és un entusiasta de les galetes i no hi ha res que el detingui. De fet aquesta és la seva especialitat educativa, detenir-se a pensar i explicar com havia d'aconseguir el seu objectiu.[6]

## Etapes i temporades

### 1a temporada (1979-1980): Caponata i Pérez Gil
La primera temporada del programa infantil va transcórrer entre els anys 1979 i 1980, comptant amb la gallina Caponata com a principal guinyol juntament amb el caragol Pérez Gil. Emma Cohen era l'actriu disfressada que va interpretar Caponata mentre que Pérez Gil el va interpretar Jesús Alcaide. A més d'aquests dos guinyols, vam poder veure José Riesgo com a actor habitual interpretant al quiosquer anomenat Braulio en la primera temporada i Julián en les posteriors. Aquests personatges tenien com a finalitat educar als més petits, per la qual cosa llegien les cartes que els remetien els nens fent-los consultes. Pérez Gil era el savi que contestava i Caponata feia que no entenia bé el que se li explicava perquè li ho repetís, per això a vegades intervenia el quiosquer per a donar alguna ajuda puntual a l'explicació, després presentaven els continguts que s'incloïen en el programa. La famosa sintonia d'harmònica va ser gravada per a la versió espanyola per Agustín Cánovas Alvarez (solista), cal destacar que aquest tema és l'original de la versió estatunidenca composta per Joe Raposo, a més la música original és composta per July Murillo.

### 2a, 3a i 4a temporades (1983-1988): Espinete
La dinàmica era similar a la de l'època de Caponata, no obstant això quedaven al marge la participació dels nens per carta. Les preguntes les feia directament Espinete que representava als nens. Espinete era qui descobria el món i els nens descobrien el món al seu torn a través dels seus ulls. Les actuacions eren molt més elaborades i de major durada, hi havia un guió bastant enginyós sobre un tema determinat i actors suficients que donaven suport a la història. Una vegada es parlava sobre les pessigolles, el cos humà, el riure, els jocs, la imaginació o sobre qualsevol tema senzill que els nens poguessin guardar interès. El programa va comptar amb nombrosos episodis entre els anys d'emissió.

### 5a, 6a i 7a temporades (1996-2000): Bluki
El 23 de setembre de 1996 es torna a estrenar una nova temporada de Barrio Sésamo, aquesta vegada amb un nou personatge anomenat Bluki, batejat per escolars de totes les comunitats autònomes a través d'una enquesta en la qual s'havia de triar entre diversos noms. Al costat d'ell també hi havia tres nous personatges anomenats Gaspar, Vera i Bubo entre una vintena de personatges de carn i os. La diversitat racial i cultural va ser un dels valors de l'actualitzat Barri Sèsam. Així, entre els veïns, s'han mudat personatges de tres ètnies diferents: Sulimán, el fruiter guineà que regenta "La Primavera"; Salím, el cambrer magrebí de l'hotel, el matrimoni Fátima i Manuel, entre d'altres. Va tenir 390 episodis en total gravats en un nou decorada semblança a la vida real en grans dimensions. En ell hi havia una casa unifamiliar, un hotel, l'entrada d'un gran mercat, una parada de bijuteria i artesania, un lloc d'atuells de cuina, una peixateria, una merceria, una botiga de joguines, una llibreria i una cistelleria. Així mateix, a la tan taral·larejada sintonia del programa se li van introduir arranjaments musicals amb el propòsit de desempolsar-la de l'anacrònic ritme utilitzat des de ja fa més d'una dècada.
El decorat, als estudis de Televisió Espanyola a Sant Cugat, va ser premiat pel millor decorat de Sesame Street del món, entre altres aspectes, perquè tot el decorat era útil i real, incloent portes, finestres i fins a la fruita que es veia. En gravar-se a Barcelona, es va aprofitar i es gravava també una versió en català, que era la que s'emetia en desconnexió per a Catalunya.